# قتاد سمسمي
القَتَاد السمسمي (باللاتينية: Astragalus sesameus) نوع نباتي عشبي من جنس القتاد.

## البيئة والانتشار
موطنه بلاد الشام والمغرب العربي وتركيا والبلقان وجنوب أوروبا.

## مرادفات للاسم العلمي
- (باللاتينية: Astragalus mediterraneus Bubani)
- (باللاتينية: Astragalus saguntinus Pau (provisional))
- (باللاتينية: Astragalus sesamoides L.)
- (باللاتينية: Stella sesamea (L.) Medik.)
- (باللاتينية: Tragacantha sesamea (L.) Kuntze)
- (باللاتينية: Astragalus sesameus var. brachycarpus Moris)
- (باللاتينية: Astragalus sesameus var. substellaris Maire)